# Makhtar Gueye
Makhtar Gueye, né le 4 décembre 1997 à Dakar au Sénégal, est un footballeur sénégalais qui joue au poste d'avant-centre aux Blackburn Rovers.

## Biographie

### AS Saint-Étienne
Originaire du Sénégal et de la Mauritanie, Makhtar Gueye est formé par l'US Gorée avant de poursuivre sa formation à l'AS Saint-Étienne, qu'il rejoint en mars 2018. Il joue son premier match en professionnel le 19 août 2018, à l'occasion d'une rencontre de Ligue 1 face au RC Strasbourg. Entré en jeu à la place d'Ole Selnæs alors que son équipe est menée d'un but, il se distingue en égalisant, marquant donc pour sa première en professionnel, et permettant ainsi à son équipe d'obtenir le point du match nul (1-1). En janvier 2019, il prolonge son contrat avec l'ASSE jusqu'en 2023.

### AS Nancy-Lorraine
En juillet 2019, Makhtar Gueye rejoint sous forme de prêt l'AS Nancy-Lorraine, club évoluant alors en Ligue 2. 
Il fait sa première apparition sous les couleurs nancéiennes le 2 août 2019, contre le Valenciennes FC, en championnat (1-1). Gueye inscrit son premier but le 13 août 2019, à l'occasion d'une rencontre de coupe de la Ligue face au SM Caen. Titulaire, il donne la victoire à son équipe en marquant le seul but de la partie.

### KV Ostende
Le 28 juillet 2020, Makhtar Gueye rejoint la Belgique en s'engageant avec le KV Ostende jusqu'en 2024. 
Il joue son premier match sous ses nouvelles couleurs le 10 août 2020, lors de la première journée de la saison 2020-2021 de Jupiler Pro League face au K Beerschot VA. Il est titulaire lors de cette rencontre perdue par son équipe sur le score de deux buts à un. Il inscrit son premier but le 28 août suivant face au RSC Anderlecht (2-2). Le 3 février 2021 il réalise son premier doublé, lors d'une rencontre de coupe de Belgique face au Waasland-Beveren. Ces deux buts contribuent à la victoire de son équipe ce jour-là (2-3 score final).

### Real Saragosse
Le 31 août 2022, le club espagnol du Real Saragosse annonce le prêt pour une saison du joueur, en provenance du club belge du KV Ostende. À l'issue de la saison 2022-2023, Makhtar Gueye aura disputé 23 matchs avec Saragosse, sans inscrire le moindre but.

### RWD Molenbeek
Le KV Ostende étant relégué à la fin de la saison 2022-2023 en Challenger Pro League, Makhtar Gueye décide de s'engager le 31 Juillet 2023 chez le promus, le RWD Molenbeek où il retrouve Gauthier Ganaye le directeur général du RWD Molenbeek que Makhtar Gueye a côtoyé au KV Ostende en tant que CEO. Il inscrit son premier but le 2 Septembre 2023 face au Standard de Liège.

### Blackburn Rovers
Lors du mercato estival 2024, il quitte le club molenbeekois pour s'engager avec les Blackburn Rovers.